# Platypalpus variegatus
Platypalpus variegatus är en tvåvingeart som beskrevs av Yang 1989. Platypalpus variegatus ingår i släktet Platypalpus och familjen puckeldansflugor. Inga underarter finns listade i Catalogue of Life.